# Hudson (Texas)
Hudson város az USA Texas államában, Angelina megyében. Lakosainak száma 4849 fő (2020. április 1.).

## Népesség
A település népességének változása:

| 2010 | 4 731 |
| 2020 | 4 849 |